# Cerdodon tenuidens
Cerdodon tenuidens és una espècie extinta de sinàpsid del clade dels gorgonops que visqué al sud d'Àfrica durant el Guadalupià (Permià mitjà). Se n'han trobat restes fòssils a la província sud-africana del Cap Occidental. Des de la seva descripció pel paleontòleg sud-africà Robert Broom el 1915, ha estat classificat alternativament com a terocèfal, teriodont indeterminat o gorgonop. Hi ha un diastema força important entre les dents canines i les postcanines.